# Urząd Berkenthin
Urząd Berkenthin (niem. Amt Berkenthin) – urząd w Niemczech w kraju związkowym Szlezwik-Holsztyn, w powiecie Herzogtum Lauenburg. Siedziba urzędu znajduje się w miejscowości Berkenthin.
W skład urzędu wchodzi jedenaście gmin:
1. Behlendorf
2. Berkenthin
3. Bliestorf
4. Düchelsdorf
5. Göldenitz
6. Kastorf
7. Klempau
8. Krummesse
9. Niendorf bei Berkenthin
10. Rondeshagen
11. Sierksrade